# Thecocarcelia robusta
Thecocarcelia robusta är en tvåvingeart som beskrevs av Louis-Paul Mesnil 1950. Thecocarcelia robusta ingår i släktet Thecocarcelia och familjen parasitflugor.
Artens utbredningsområde är Kongo. Inga underarter finns listade i Catalogue of Life.